# Larry Bright
Larry Dean Bright (n. 8 iulie 1966) este un criminal în serie american, care a comis o serie de cel puțin 8 crime împotriva femeilor în perioada iulie 2003 - octombrie 2004, pe teritoriul comitatelor Peoria și Tazewell, statul Illinois. Câteva dintre cadavrele victimelor sale, Larry Bright le-a ars pe foc, iar fragmentele osoase nerăsfrânte le-a zdrobit cu ciocane și târnăcoape, ceea ce i-a adus de la mass-media porecla de „Zdrobitor de oase” (engleză „Bone Crusher”). El și-a recunoscut complet vinovăția. În mai 2006, Bright a fost condamnat la mai multe pedepse de închisoare pe viață⁠(d) fără posibilitate de eliberare condiționată.

## Anii tinereții și activitatea criminală
Despre primii ani ai vieții lui Larry Bright se știe foarte puțin. Se știe că Larry Bright s-a născut pe 8 iulie 1966 pe teritoriul statului Illinois. A copilărit și a crescut în diferite orașe din comitatul Peoria, într-un mediu social favorabil. În perioada școlară, Bright a jucat pentru echipa școlii de fotbal american și se bucura de popularitate printre fete. În această perioadă, a fost observat consumând marijuană. Pe 6 iunie 1984, la câteva săptămâni înainte de absolvirea școlii, la vârsta de 18 ani, Bright a fost arestat pentru pătrunderea pe teritoriul unei proprietăți străine și comiterea unui furt. A fost găsit vinovat și condamnat la 3 ani de închisoare. La sfârșitul anului 1985, a fost eliberat condiționat și a ieșit din închisoare, după care a început să manifeste semne de tulburări psihice, consumând cantități mari de cocaină și având o atracție pentru băuturile alcoolice. În această perioadă, Larry Bright a învățat mai multe profesii în domeniul construcțiilor. Lucrând ca betonist pentru o firmă de construcții, Bright s-a accidentat la spate, după care a suferit trei operații pe coloană vertebrală și devenind dependent de medicamente analgezice. Suferind de probleme financiare, de dificultăți la locul de muncă și suferind de dependență de alcool, în anii următori, Bright a căzut în depresie.
În 1989, Larry Bright a fost condamnat condiționat pentru huliganism și rezistență la arest după ce a provocat o bătaie într-o tavernă din orașul Yates City. La începutul anilor 1990, el s-a mutat în orașul Abingdon, unde a cunoscut-o pe Kristi Bellvill, în vârstă de 18 ani, care a devenit curând concubina sa. Pe 9 august același an, fiica de 7 luni a lui Kristi, aflată sub supravegherea lui Larry, a început să se simtă rău în circumstanțe neclare, după care el a sunat la serviciul de urgență. Copilul a murit în ambulanță pe drumul spre spital. Versiunea evenimentelor prezentată de Bright a fost pusă la îndoială, iar el a devenit suspect în legătură cu moartea fetiței și a fost supus interogatoriilor. A refuzat să-și recunoască implicarea și i s-a propus un test cu detector de minciuni, dar a refuzat. În cele din urmă, toate suspiciunile au fost ridicate pe baza rezultatelor autopsiei, care au arătat că fetița suferea de o afecțiune cardiovasculară care probabil a dus la deces. Mai târziu, în aceeași lună, Bright și Bellvill s-au căsătorit, dar din cauza morții copilului, relațiile lor s-au deteriorat, astfel încât la o lună de la nunta - în septembrie 1993 - Kristi Bellvill a depus plângere la poliție și a declarat că este victima abuzurilor fizice din partea soțului său. Pe 2 martie 1994, ea a depus cerere de divorț, invocând faptul că este supusă în mod constant violenței fizice și psihologice din partea lui Larry Bright. În acel moment, Larry Bright, din cauza problemelor financiare, a părăsit orașul și s-a mutat în Peoria, unde a început să locuiască cu mama sa. La începutul anilor 2000, Bright a început să manifeste o hipersexualitate patologică față de femeile afroamericane. El a fost observat manifestând o atracție excesivă față de pornografie, în special cu actrițe afroamericane. În această perioadă, cea mai mare parte a timpului său liber Bright a preferat să o petreacă în compania proxeneților și prostituate, făcând alegerea în favoarea fetelor afroamericane.

## Deconspirarea
În perioada martie 2001 - 15 octombrie 2004, în zonele rurale ale comitatelor Peoria și Tazewell au fost descoperite trupurile a șase femei. Alte patru fete au dispărut din aceleași zone în această perioadă și erau date dispărute. În octombrie 2004, poliția din Peoria a creat o echipă specială de 13 ofițeri de poliție, pentru a investiga cazurile de moarte și dispariție a femeilor, cu participarea altor agenții de aplicare a legii din comitatele vecine. În decembrie 2004, Larry Bright a intrat sub suspiciune după ce poliția a arestat-o pe Vicki Bomar, o prostituată de 35 de ani, sub acuzația de furt. În timp ce se afla în închisoare, femeia a propus anchetei să încheie un acord de recunoaștere a vinovăției⁠(d) în schimbul retragerii acuzațiilor și eliberării, oferind informații despre un suspect în cazurile de omor. Ea a declarat că, în iulie 2004, Larry Bright a atras-o în anexa casei mamei sale, unde el locuia, și, după ce au consumat împreună băuturi alcoolice și substanțe narcotice, el a atacat-o și a încercat să o violeze, amenințând-o cu un cuțit, dar ea a reușit să scape. Deoarece fata a raportat acest incident după cinci luni, mărturia ei a fost inițial pusă sub semnul întrebării, dar Bommer a declarat că a fost nevoită să nu raporteze incidentul la poliție din cauza faptului că era urmărită pentru neapariție în instanță pentru alte acuzații, ceea ce a fost confirmat ulterior în timpul verificării declarației sale. În această perioadă, poliția a aflat despre alte șase cazuri similare în care Bright a fost observat manifestând un comportament agresiv față de femeile afro-americane care se ocupau cu prostituția. Pe baza acestor informații, la sfârșitul lunii decembrie a acelui an, Bright a fost arestat și supus unor interogatorii⁠(d).
Larry Dean Bright a fost acuzat de restricționarea ilegală a libertății în circumstanțe agravate⁠(d), dar el a negat toate acuzațiile și a refuzat să colaboreze cu ancheta. Deoarece nu existau dovezi care să-l incrimineze pentru comiterea crimelor, a fost eliberat. Cu toate acestea, în scopul de a găsi dovezi și alte probe, procuratura comitatului a obținut pe 20 ianuarie 2005 un ordin de percheziție a casei sale și a terenului pe care se afla aceasta. În timpul percheziției, atenția poliției a fost atrasă de câteva porțiuni de pământ recente săpate. Mama lui Larry Bright a declarat poliției că, împreună cu fiul ei, au curățat tufișuri de zmeură de pe aceste porțiuni, dar în urma unei examinări atente și a unor săpături, anchetatorii au descoperit curând cenușă și o mulțime de oase și fragmente de oase arse. Pe baza acestor dovezi, Larry Bright a fost arestat și dus la închisoarea comitatului Tazewell. La câteva zile după aceea, în urma unei expertize medico-legale, s-a stabilit că pe teritoriul proprietății lui Bright au fost găsite oase umane. Bright a fost acuzat, iar procuratura a obținut un ordin de săpătură a curții, după care el a declarat că dorește să colaboreze cu ancheta și a făcut mărturisiri cu privire la comiterea a 8 crime.
El a declarat că, începând cu mijlocul anului 2003, a atras în casa sa opt prostituate. După ce consumau împreună droguri și băuturi alcoolice, el le strangula în timpul actului sexual, după care a efectua diverse manipulări post-mortem asupra cadavrelor. Patru cadavre Bright le-a transportat și abandonat pe drumuri rurale izolate, situate în diferite zone ale comitatelor Tazewell și Peoria, iar patru cadavre le-a ars într-o groapă din spatele casei sale, după care a zdrobit oasele în bucăți mici și le-a dispersat în diferite locuri, inclusiv pe proprietatea sa. O parte din fragmentele osoase și cenușă Bright le-a aruncat în șase locuri diferite în afara casei, inclusiv pe terenul unde se afla casa bunicii sale. În timpul experimentelor de anchetă, el a indicat locurile unde se aflau cadavrele victimelor și fragmentele carbonizate de oase, unde, până în iunie 2005, anchetatorii au găsit sute de fragmente de craniu și alte oase, după care lui Larry Bright i-au fost aduse noi acuzații.

## Victime
Prima victimă a lui Larry Bright a fost Sabrina Payn, în vârstă de 36 de ani, pe care a întâlnit-o pe marginea orașului Peoria, după care i-a oferit bani pentru sex și a dus-o acasă. În timpul interogatoriului, Bright a declarat că nu-și amintește cum a comis crima, deoarece se afla sub influența drogurilor în acel moment. După crimă, Bright a încărcat cadavrul victimei în vehiculul său și l-a transportat pe un câmp de porumb de la marginea orașului Tremont, unde a fost descoperit pe 27 iulie 2003.
În februarie 2004, Bright a atras în mașina sa o prostituată de 36 de ani, pe nume Barbara Williams. După ce au consumat împreună crack-cocaină, conform declarațiilor lui Bright, Williams a furat bani din portofelul său, după care el a bătut-o și ea a pierdut cunoștința. El a declarat că nu a avut relații sexuale cu ea și nu a strangulat-o, deoarece a descoperit că este moartă. După moartea ei, el a încărcat cadavrul în portbagajul mașinii și l-a transportat la marginea orașului, unde l-a aruncat într-un morman de zăpadă de pe marginea drumului. Cadavrul femeii a fost găsit pe 5 februarie același an. Declarațiile lui Bright au fost considerate convingătoare, deoarece, conform rezultatelor autopsiei, cauza morții lui Williams a fost o supradoză de droguri.
La începutul lunii august 2004, Larry Bright a întâlnit-o pe Laura Lollar, o prostituată de 33 de ani, și i-a oferit bani pentru servicii sexuale. Acționând conform schemei sale obișnuite, criminalul a strangulat femeia în timpul actului sexual, după care a ars cadavrul în curtea casei sale pentru a se debarasa de urmele crimei. În ianuarie 2005, el a recunoscut-o într-o fotografie prezentată.
Pe 25 august 2004, Bright a întâlnit-o pe Shirley Ann Trapp, o prostituată de 45 de ani care suferea de diabet, pe marginea de nord a orașului Peoria. Odată ajunși în casa lui Bright, ei au fumat crack-cocaină⁠(d) și au avut relații sexuale, în timpul cărora Bright a încercat să o stranguleze pe femeie. Victima a opus o rezistență puternică, după care criminalul a bătut-o puternic și a strangulat-o.
În primele zile ale lunii septembrie 2004, Larry Bright a întâlnit-o pe Shakonda Thomas, o prostituată de 33 de ani. După comiterea crimei, Bright i-a ars trupul pe un rug, iar apoi a zdrobit fragmentele carbonizate de oase și le-a dispersat în diferite locuri. În ianuarie 2005, în timpul unui interogatoriu, Larry Bright a declarat că nu-și amintește numele ei, dar a identificat-o cu siguranță pe fotografie ca fiind una dintre victimele sale.
La începutul lunii septembrie 2004, Larry a întâlnit-o pe Tamara Walls, o prostituată de 29 de ani, din Peoria și a dus-o la casa sa. Acolo, ei au fumat crack-cocaină⁠(d), au băut whiskey și au avut relații sexuale, după aceea, el a atacat-o și a strangulat-o. Corpul femeii a fost de asemenea ars în spatele casei sale. În timpul unui interogatoriu din ianuarie 2005, în contrast cu celelalte victime, Larry Bright a identificat-o cu siguranță pe Tamara Walls pe fotografie și și-a amintit chiar și numele ei, deoarece, conform mărturiei sale, a ars împreună cu lucrurile personale ale victimei și permisul de conducere, pe care a citit numele ei. Ca dovadă a declarațiilor sale, Bright a declarat că Tamara Walls avea urme de intervenție chirurgicală pe mandibulă. Înregistrările stomatologice și radiografiile au confirmat că victima a suferit într-adevăr o operație chirurgicală pe maxilar, în urma căreia i-a fost atașată o placă pe partea stângă a maxilarului inferior, care era fixată cu șuruburi. În locul unde Bright a indicat că a aruncat rămășițele, a fost găsit un fragment de maxilar inferior cu un orificiu cilindric pentru fixarea șurubului.
La sfârșitul lunii septembrie a acelui an, Larry Bright a întâlnit-o pe Linda Neill, o prostituată de 40 de ani, pe parcarea unui magazin de mobilă lângă barul „Woody's” din Peoria. El i-a oferit droguri în schimbul sexului, iar Neal a acceptat. Acționând conform schemei sale obișnuite, Bright a condus-o la casa sa, unde, după ce au consumat crack-cocaină, au avut relații sexuale. După ce Linda Neal a adormit, Larry Bright a strangulat-o și a decis să scoată cadavrul ei de pe teritoriul proprietății, deoarece mama sa se afla acasă în acel moment. Corpul lui Linda Neal a fost transportat de către criminal în zona rurală a comitatului Tazewell, unde a fost aruncat pe marginea drumului, lăsându-i pe gât șireturile de la pantofi. În timpul autopsiei cadavrului victimei, un expert medico-legal a prelevat un tampon din vaginul victimei pentru a căuta dovezi de agresiune sexuală, descoperind astfel urme biologice ale unui potențial suspect. După arestarea lui Bright, din casa sa au fost luate mai multe țigări, care au fost trimise pentru testare în scopul de a găsi urme de salivă și de a izola ADN. Ulterior, pe baza analizei ADN, declarațiile lui Larry Bright au fost confirmate și s-a dovedit implicarea sa în comiterea acestui omor.
Ultima crimă confirmată comisă de Larry Bright a avut loc pe 14 octombrie 2004. Victima a fost Brenda Erving, în vârstă de 41 de ani. În timpul interogatoriului, Bright a declarat că nu-și amintește numele ei și locul unde s-au întâlnit. Conform relatării sale, după ce au ajuns la casa sa, au consumat droguri timp de o oră, după care au avut relații sexuale, moment în care el a atacat-o. Conform spuselor lui Bright, victima avea o forță fizică semnificativă și a opus o rezistență feroce, reușind să-i ofere o luptă înverșunată, în timpul căreia el a fost aproape să își piardă cunoștința. Brenda Irving era aproape de salvare, dar nu a reușit să deschidă ușa și să părăsească anexa, ceea ce i-a permis lui Bright să îi aplice câteva lovituri din spate la cap. Înăbușind rezistența victimei, el a strangulat-o. Aflat sub influența drogurilor, Larry Bright a intenționat să transporte trupul ei în zona unui lac din apropiere, dar s-a rătăcit și a aruncat trupul lângă o fermă de lapte din comitatul Peoria, unde a fost găsit a doua zi.

## Procesul
Deoarece Larry Bright a recunoscut complet vinovăția sa, pe baza condițiilor acordului de recunoaștere a vinovăției⁠(d), el a evitat pedeapsa cu moartea. Pe 30 mai, el a primit ca pedeapsă mai multe condamnări la închisoare pe viață fără posibilitate de eliberare condiționată.
În timpul procesului, el a recunoscut că este responsabil pentru comiterea unei serii de crime în statele Wisconsin, Oklahoma, Washington și Arizona, dar ulterior a renunțat la aceste declarații. De asemenea, el a declarat că a plănuit de mai multe ori să se sinucidă, dar nu a reușit să-și pună planul în aplicare din cauza religiozității sale. De asemenea, el a insistat că, în momentul arestării, plănui să atace polițiștii cu un cuțit pentru a-i determina să-l împuște în timpul arestării sau încercării de evadare, dar a renunțat la plan din cauza prezenței mamei sale lângă el în acel moment. Ca motivație pentru comiterea crimelor, ancheta a luat în considerare versiunea rasismului, dar Bright a negat-o. De-a lungul timpului, Larry Bright a oferit mai multe versiuni ca motive pentru crimele sale. El a menționat că motivația crimelor ar fi fost misoginia față de femeile afroamericane, după ce s-ar fi infectat cu HIV în timpul unei relații sexuale cu o prostituată afroamericană, dar în timpul expertizei medico-legale nu i-au fost găsite semne ale bolii, iar declarația sa a fost pusă sub semnul întrebării. Mai târziu, Larry Bright a declarat că, la vârsta de 19 ani, în timpul executării pedepsei în închisoare, a fost de mai multe ori victimă a violenței sexuale din partea deținuților de culoare, ca urmare a cărora a apărut dorința de a pedepsi bărbații de culoare în timpul actului sexual, dar deoarece el nu simțea atracție sexuală față de bărbați, în anii următori a început să simtă ură față de femeile de culoare care se prostituează.